# 新川公園 (東京都)
新川公園（しんかわこうえん）は、東京都中央区新川一丁目にある区立公園である。隅田川のスーパー堤防上に位置する。開園は 1993年4月1日、面積は約7400平方メートル。

## 概要
北は永代橋、南は中央大橋まで伸びる、南北に細長い公園。夜景・デートスポットとして有名で、主に永代橋、中央大橋、大川端リバーシティ21などの夜景や、川を流れる屋形船を見ることができる。ベンチや腰掛けるための段差が多数あり、園内は夜間でもかなり明るく、デートスポットとして最適である。そのため、隅田川沿いでもっともドラマの撮影が行われる場所となっており、ここから撮影した永代橋はよくテレビ番組で見られる。
都心に近い割には利用客が少なく、静かに過ごせる公園なので、ジョギングや散歩を楽しむ人が多い。（下記参照）
通年入園自由、無料。ベンチ有り。トイレ・飲料自動販売機・専用駐車場無し。照明設備あり。釣り可。

### 散歩・ジョギングコース
信号が無い・車が少ない・夜でも比較的明るい・景色が良い・通路が整備されているなどの点から、下記のコースは犬の散歩・ウォーキング・ジョギングなどの定番コースである。徒歩では一周40分程度。
- 越中島公園⇔相生橋⇔石川島公園⇔中央大橋⇔新川公園⇔永代橋⇔永代公園⇔越中島公園

## アクセス
- 東京メトロ東西線・東京メトロ日比谷線 茅場町駅から徒歩約11分。
- JR京葉線・東京メトロ日比谷線 八丁堀駅から徒歩約10分。
- 都バス東20系統、東22系統「永代橋」下車、徒歩約3分。

## 周辺施設
- 東京住友ツインビル - 三井住友海上火災保険や住友化学などが入っている。
- 隅田リバーサイドタワー
- 中央区立明正小学校
- 越前堀児童公園
- 永代橋
- 中央大橋

## 新川公園が登場する作品
映画
- 『3月のライオン』 - 主人公の住む街周辺の舞台となっている[4][5][6]。

ドラマ
- 『Eye Love You』 - 侑里が明太たらこパスタを対面受け取りで発注した水辺[7][8]。
- 『しあわせのシッポ』 - 美桜と林田が歩いていたところ[9]。
- 『鉄板少女アカネ』 - 神楽アカネが嵐山蒼龍の言っていたことを思いだしていた川辺の公園[7]。
- 『仮面ライダー響鬼』 - 安達明日夢が自転車で走っていた中央大橋の見える堤防[7]。